# カコストロボ
カコストロボ株式会社は、エレクトロニックフラッシュ（ストロボ）を製造、販売していたメーカー。旧社名は株式会社光電舎。

## 概要
小型ストロボからセパレートストロボ、ストロボスコープ（マルチプルストロボと呼んだ）など、ストロボ本体のラインナップが豊富で、さらにスレーブ同調器（リモートコントローラーと呼んだ）やフラッシュメーター（ストロボの閃光に対応した露出計）などアクセサリの開発にも意欲的な、代表的なストロボメーカーであった。
1970年代に倒産、日立コンデンサ（現在の日立エーアイシー）に事業が引き継がれたが、ほどなくして撤退。特機部門は独立し、1977年にプロペット株式会社となった。プロペットは、モノブロックストロボを始めとして、各種の業務用ストロボを製造、販売している。
なお倒産の前後労働組合が経営陣と激しく対立、カコ争議と呼ばれ、日本の労働争議では歴史に残るものとなった。

## 製品

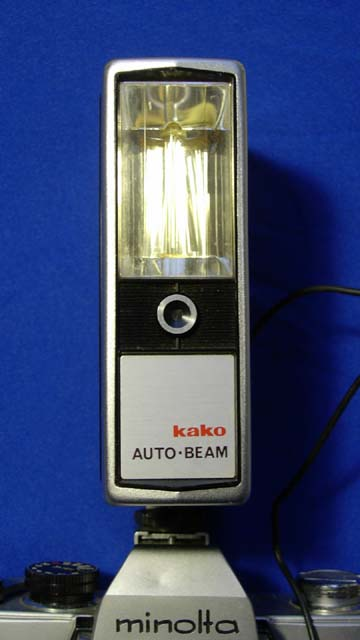
オートビーム

発光部のプロテクターはカラーの発色を良くするため独特のアンバー色になっていた。
- クリップオンストロボ
- セパレートストロボ
- ストロボスコープ（マルチプルストロボ）
- スレーブ同調器（リモートコントローラー）